# Kristian Ghedina
 (décembre 2019).
Si vous disposez d'ouvrages ou d'articles de référence ou si vous connaissez des sites web de qualité traitant du thème abordé ici, merci de compléter l'article en donnant les références utiles à sa vérifiabilité et en les liant à la section « Notes et références ».
Kristian Ghedina, né le 20 novembre 1969 à Pieve di Cadore, est un ancien skieur alpin italien.

## Palmarès

### Jeux olympiques d'hiver

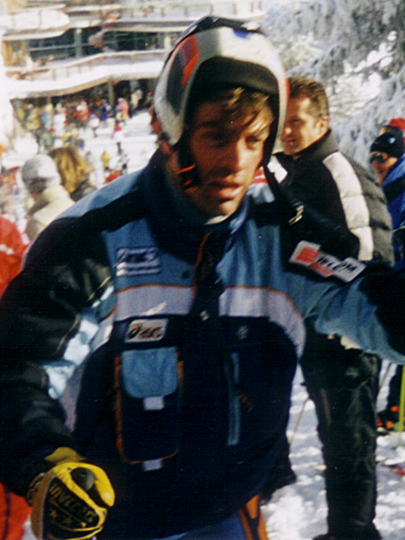
Kristian Ghedina à Kitzbühel en 2000.

| Épreuve / Édition | Albertville 1992 | Lillehammer 1994 | Nagano 1998 | Salt Lake 2002 | Turin 2006 |
| Descente          | 11e              | 20e              | 6e          | 35e            | 23e        |
| Super G           | -                | -                | 16e         | -              | -          |
| Combiné           | 6e               | -                | -           | -              | -          |

### Championnats du monde
| Épreuve / Édition | Saalbach 1991 | Morioka 1993 | Sierra Nevada 1996 | Sestrières 1997 | Vail 1999 | St. Anton 2001 | Saint-Moritz 2003 | Bormio 2005 |
| Descente          | -             | 13e          | Argent             | Bronze          | 9e        | DNS.           | 11e               | 15e         |
| Super G           | -             | -            | 14e                | 7e              | 10e       | 23e            | -                 | 46e         |
| Combiné           | Argent        | -            | -                  | -               | 12e       | -              | -                 | -           |

### Coupe du monde
- Meilleur résultat au classement général : 4e en 1997 et 2000
  - 13 victoires : 12 descentes et 1 super-G
  - 33 podiums

#### Différents classements en Coupe du monde
| Année/Classement | Général | Général | Descente | Descente | Géant  | Géant  | Super-G | Super-G | Combiné | Combiné |
| Année/Classement | Class.  | Points  | Class.   | Points   | Class. | Points | Class.  | Points  | Class.  | Points  |
| ---------------- | ------- | ------- | -------- | -------- | ------ | ------ | ------- | ------- | ------- | ------- |
| 1990             | 15e     | 97      | 6e       | 98       | -      | -      | -       | -       | 7e      | 10      |
| 1991             | 22e     | 63      | 11e      | 40       | 32e    | 3      | 19e     | 10      | 6e      | 10      |
| 1992             | 43e     | 206     | 15e      | 147      | -      | -      | 39e     | 33      | 29e     | 26      |
| 1993             | 57e     | 139     | 27e      | 110      | -      | -      | -       | -       | 20e     | 29      |
| 1994             | 40e     | 207     | 19e      | 146      | -      | -      | 39e     | 9       | 7e      | 52      |
| 1995             | 7e      | 628     | 2e       | 473      | 32e    | 29     | 7e      | 126     | -       | -       |
| 1996             | 15e     | 492     | 8e       | 237      | 46e    | 9      | 10e     | 170     | 5e      | 76      |
| 1997             | 4e      | 990     | 2e       | 700      | -      | -      | 5e      | 218     | 6e      | 72      |
| 1998             | 11e     | 544     | 6e       | 412      | -      | -      | 10e     | 114     | -       | -       |
| 1999             | 20e     | 355     | 8e       | 296      | -      | -      | 36e     | 14      | 9e      | 45      |
| 2000             | 4e      | 958     | 2e       | 677      | -      | -      | 8e      | 216     | 8e      | 65      |
| 2001             | 60e     | 95      | 21e      | 95       | -      | -      | -       | -       | -       | -       |
| 2002             | 10e     | 505     | 3e       | 381      | -      | -      | 15e     | 88      | 12e     | 36      |
| 2003             | 98e     | 38      | 36e      | 35       | -      | -      | 57e     | 3       | -       | -       |
| 2004             | 49e     | 169     | 20e      | 169      | -      | -      | -       | -       | -       | -       |
| 2005             | 32e     | 257     | 12e      | 225      | -      | -      | 34e     | 32      | -       | -       |
| 2006             | 35e     | 235     | 10e      | 235      | -      | -      | -       | -       | -       | -       |

#### Détails des victoires
| Épreuve / Édition | Descente                       | Super-G   | Total |
| 1990              | Cortina d'Ampezzo I Åre I      | -         | 2     |
| 1995              | Wengen Whistler                | -         | 2     |
| 1997              | Val Gardena II Chamonix Wengen | -         | 3     |
| 1998              | Beaver Creek Kitzbühel II      | -         | 2     |
| 1999              | Val Gardena II                 | -         | 1     |
| 2000              | Val Gardena I                  | Kvitfjell | 2     |
| 2002              | Val Gardena I                  | -         | 1     |
| Total             | 12                             | 1         | 13    |

## Arlberg-Kandahar
- Meilleur résultat : 12e place dans la descente 1993 à Garmisch